# Tiro ai Giochi della XXVIII Olimpiade - Trap maschile
La gara di trap maschile dei Giochi della XXVIII Olimpiade si svolse il 14 e il 15 agosto 2004 al Markopoulo Olympic Shooting Centre. Presero parte 35 tiratori da 26 nazioni.

## Record
Prima dell'inizio dell'evento, i primati mondiali e olimpici più recenti erano i seguenti:
| Record          | Detentore       | Punteggio | Data           | Evento                           | Luogo                          |
| --------------- | --------------- | --------- | -------------- | -------------------------------- | ------------------------------ |
| Record mondiale | Lance Bade      | 125       | 23 luglio 1998 | Campionati mondiali di tiro 1998 | Barcellona, Spagna             |
| Record olimpico | Michael Diamond | 124       | 21 luglio 1996 | Giochi della XXVI Olimpiade      | Atlanta, Stati Uniti d'America |

| Record          | Detentore           | Punteggio | Data           | Evento                              | Luogo                          |
| --------------- | ------------------- | --------- | -------------- | ----------------------------------- | ------------------------------ |
| Record mondiale | Marcello Tittarelli | 150       | 11 giugno 1996 | Coppa del mondo di tiro a volo 1996 | Suhl, Germania                 |
| Record olimpico | Michael Diamond     | 149       | 21 luglio 1996 | Giochi della XXVI Olimpiade         | Atlanta, Stati Uniti d'America |

Aleksej Alipov eguagliò entrambi i record olimpici.

## Qualificazioni
| Pos. | Atleta                      | Nazione             | 1  | 2  | 3  | Tot 1º giorno | 4  | 5  | Totale | Note |
| ---- | --------------------------- | ------------------- | -- | -- | -- | ------------- | -- | -- | ------ | ---- |
| 1    | Aleksej Alipov              | Russia              | 25 | 25 | 24 | 74            | 25 | 25 | 124    | Q,   |
| 2    | Lance Bade                  | Stati Uniti         | 25 | 25 | 23 | 73            | 25 | 24 | 122    | Q    |
| 3    | Giovanni Pellielo           | Italia              | 24 | 25 | 25 | 74            | 24 | 24 | 122    | Q    |
| 4    | Khaled Al-Mudhaf            | Kuwait              | 25 | 24 | 23 | 72            | 24 | 25 | 121    | Q    |
| 5    | Adam Vella                  | Australia           | 24 | 25 | 23 | 72            | 25 | 24 | 121    | Q    |
| 6    | Ahmed Al-Maktoum            | Emirati Arabi Uniti | 25 | 25 | 23 | 73            | 25 | 23 | 121    | Q    |
| 7    | Olaf Kirchstein             | Germania            | 25 | 23 | 23 | 71            | 23 | 25 | 119    |      |
| 8    | Michael Diamond             | Australia           | 25 | 22 | 25 | 72            | 24 | 23 | 119    |      |
| 9    | Francesco Amici             | San Marino          | 25 | 24 | 23 | 72            | 24 | 23 | 119    |      |
| 9    | Francisco Boza              | Perù                | 25 | 25 | 23 | 73            | 24 | 22 | 119    |      |
| 9    | Derek Burnett               | Irlanda             | 25 | 24 | 23 | 72            | 24 | 23 | 119    |      |
| 9    | Stéphane Clamens            | Francia             | 25 | 24 | 24 | 73            | 24 | 22 | 119    |      |
| 13   | Bret Erickson               | Stati Uniti         | 24 | 25 | 24 | 73            | 22 | 23 | 118    |      |
| 14   | Nidal Asmar                 | Libano              | 23 | 23 | 24 | 70            | 24 | 23 | 117    |      |
| 14   | Rodrigo Bastos              | Brasile             | 24 | 23 | 23 | 70            | 23 | 24 | 117    |      |
| 14   | Karsten Bindrich            | Germania            | 23 | 23 | 23 | 69            | 24 | 24 | 117    |      |
| 14   | Naser Meqlad                | Kuwait              | 24 | 23 | 25 | 72            | 23 | 22 | 117    |      |
| 14   | Petri Nummela               | Finlandia           | 25 | 24 | 24 | 73            | 25 | 19 | 117    |      |
| 19   | Ian Peel                    | Gran Bretagna       | 23 | 24 | 23 | 70            | 23 | 23 | 116    |      |
| 19   | Manavjit Singh Sandhu       | India               | 22 | 25 | 24 | 71            | 21 | 24 | 116    |      |
| 21   | Custódio Ezequiel           | Portogallo          | 21 | 24 | 24 | 69            | 24 | 22 | 115    |      |
| 21   | Lee Wung Yew                | Singapore           | 24 | 25 | 23 | 72            | 21 | 22 | 115    |      |
| 21   | Mansher Singh               | India               | 25 | 23 | 21 | 69            | 23 | 23 | 115    |      |
| 21   | Oğuzhan Tüzün               | Turchia             | 22 | 24 | 23 | 69            | 23 | 23 | 115    |      |
| 25   | Maksim Kosarev              | Russia              | 24 | 24 | 23 | 71            | 19 | 23 | 113    |      |
| 25   | Ed Ling                     | Gran Bretagna       | 24 | 21 | 24 | 69            | 22 | 22 | 113    |      |
| 27   | Lucas Rafael Bennazar Ortiz | Porto Rico          | 21 | 21 | 24 | 66            | 24 | 22 | 112    |      |
| 27   | Yves Tronc                  | Francia             | 22 | 24 | 23 | 69            | 25 | 18 | 112    |      |
| 27   | Marco Venturini             | Italia              | 22 | 23 | 22 | 67            | 23 | 22 | 112    |      |
| 30   | Glenn Kable                 | Figi                | 21 | 22 | 25 | 68            | 23 | 20 | 111    |      |
| 31   | Nikolaos Antōniadīs         | Grecia              | 23 | 23 | 22 | 68            | 21 | 21 | 110    |      |
| 32   | Jethro Dionisio             | Filippine           | 24 | 20 | 23 | 67            | 24 | 18 | 109    |      |
| 33   | Danilo Caro                 | Colombia            | 24 | 24 | 21 | 69            | 21 | 18 | 108    |      |
| 34   | Bernard Yeoh Cheng Han      | Malaysia            | 22 | 22 | 21 | 65            | 20 | 22 | 107    |      |
| 35   | Francesc Repiso Romero      | Andorra             | 24 | 23 | 22 | 69            | 23 | 14 | 106    |      |

## Finale
| Pos. | Atleta            | Nazione             | Qualificazioni | Finale | Totale |
| ---- | ----------------- | ------------------- | -------------- | ------ | ------ |
|      | Aleksej Alipov    | Russia              | 124            | 25     | 149    |
|      | Giovanni Pellielo | Italia              | 122            | 24     | 146    |
|      | Adam Vella        | Australia           | 121            | 24     | 145    |
| 4    | Ahmed Al-Maktoum  | Emirati Arabi Uniti | 121            | 23     | 144    |
| 5    | Lance Bade        | Stati Uniti         | 122            | 21     | 143    |
| 6    | Khaled Al-Mudhaf  | Kuwait              | 121            | 20     | 141    |